# Thressa atricornis
Thressa atricornis är en tvåvingeart som först beskrevs av Malloch 1927.  Thressa atricornis ingår i släktet Thressa och familjen fritflugor. Inga underarter finns listade i Catalogue of Life.